# Llista d'asteroides/176901-177000
| Nom      | Designació provisional | Data de descobriment   | Lloc de descobriment | Descobridor/s   |
| -------- | ---------------------- | ---------------------- | -------------------- | --------------- |
| 176901 - | 2002 VQ61              | 5 de novembre de 2002  | Socorro              | LINEAR          |
| 176902 - | 2002 VA65              | 7 de novembre de 2002  | Socorro              | LINEAR          |
| 176903 - | 2002 VR66              | 6 de novembre de 2002  | Socorro              | LINEAR          |
| 176904 - | 2002 VQ67              | 7 de novembre de 2002  | Socorro              | LINEAR          |
| 176905 - | 2002 VD68              | 7 de novembre de 2002  | Kitt Peak            | Spacewatch      |
| 176906 - | 2002 VA71              | 7 de novembre de 2002  | Socorro              | LINEAR          |
| 176907 - | 2002 VL71              | 7 de novembre de 2002  | Socorro              | LINEAR          |
| 176908 - | 2002 VJ77              | 7 de novembre de 2002  | Socorro              | LINEAR          |
| 176909 - | 2002 VN78              | 7 de novembre de 2002  | Socorro              | LINEAR          |
| 176910 - | 2002 VR78              | 7 de novembre de 2002  | Socorro              | LINEAR          |
| 176911 - | 2002 VS80              | 7 de novembre de 2002  | Socorro              | LINEAR          |
| 176912 - | 2002 VB83              | 7 de novembre de 2002  | Socorro              | LINEAR          |
| 176913 - | 2002 VJ83              | 7 de novembre de 2002  | Socorro              | LINEAR          |
| 176914 - | 2002 VN83              | 7 de novembre de 2002  | Socorro              | LINEAR          |
| 176915 - | 2002 VW83              | 7 de novembre de 2002  | Socorro              | LINEAR          |
| 176916 - | 2002 VU87              | 8 de novembre de 2002  | Socorro              | LINEAR          |
| 176917 - | 2002 VP88              | 11 de novembre de 2002 | Socorro              | LINEAR          |
| 176918 - | 2002 VJ93              | 11 de novembre de 2002 | Socorro              | LINEAR          |
| 176919 - | 2002 VD105             | 12 de novembre de 2002 | Socorro              | LINEAR          |
| 176920 - | 2002 VE106             | 12 de novembre de 2002 | Socorro              | LINEAR          |
| 176921 - | 2002 VE107             | 12 de novembre de 2002 | Socorro              | LINEAR          |
| 176922 - | 2002 VS108             | 12 de novembre de 2002 | Socorro              | LINEAR          |
| 176923 - | 2002 VT109             | 12 de novembre de 2002 | Socorro              | LINEAR          |
| 176924 - | 2002 VG113             | 13 de novembre de 2002 | Palomar              | NEAT            |
| 176925 - | 2002 VS118             | 12 de novembre de 2002 | Socorro              | LINEAR          |
| 176926 - | 2002 VA119             | 12 de novembre de 2002 | Socorro              | LINEAR          |
| 176927 - | 2002 VS119             | 12 de novembre de 2002 | Socorro              | LINEAR          |
| 176928 - | 2002 VK121             | 12 de novembre de 2002 | Palomar              | NEAT            |
| 176929 - | 2002 VW121             | 13 de novembre de 2002 | Palomar              | NEAT            |
| 176930 - | 2002 VL129             | 5 de novembre de 2002  | Socorro              | LINEAR          |
| 176931 - | 2002 VM136             | 12 de novembre de 2002 | Socorro              | LINEAR          |
| 176932 - | 2002 VC139             | 13 de novembre de 2002 | Palomar              | NEAT            |
| 176933 - | 2002 WR1               | 23 de novembre de 2002 | Palomar              | NEAT            |
| 176934 - | 2002 WW3               | 24 de novembre de 2002 | Palomar              | NEAT            |
| 176935 - | 2002 WP5               | 23 de novembre de 2002 | Palomar              | NEAT            |
| 176936 - | 2002 WA9               | 24 de novembre de 2002 | Palomar              | NEAT            |
| 176937 - | 2002 WF9               | 24 de novembre de 2002 | Palomar              | NEAT            |
| 176938 - | 2002 WD12              | 27 de novembre de 2002 | Anderson Mesa        | LONEOS          |
| 176939 - | 2002 WH14              | 28 de novembre de 2002 | Anderson Mesa        | LONEOS          |
| 176940 - | 2002 WY14              | 28 de novembre de 2002 | Anderson Mesa        | LONEOS          |
| 176941 - | 2002 WF18              | 30 de novembre de 2002 | Socorro              | LINEAR          |
| 176942 - | 2002 WZ19              | 24 de novembre de 2002 | Palomar              | S. F. Hönig     |
| 176943 - | 2002 WQ21              | 24 de novembre de 2002 | Palomar              | NEAT            |
| 176944 - | 2002 WW21              | 23 de novembre de 2002 | Palomar              | NEAT            |
| 176945 - | 2002 XL2               | 1 de desembre de 2002  | Socorro              | LINEAR          |
| 176946 - | 2002 XJ8               | 2 de desembre de 2002  | Socorro              | LINEAR          |
| 176947 - | 2002 XR8               | 2 de desembre de 2002  | Socorro              | LINEAR          |
| 176948 - | 2002 XM12              | 3 de desembre de 2002  | Palomar              | NEAT            |
| 176949 - | 2002 XA18              | 5 de desembre de 2002  | Socorro              | LINEAR          |
| 176950 - | 2002 XN21              | 2 de desembre de 2002  | Socorro              | LINEAR          |
| 176951 - | 2002 XU21              | 2 de desembre de 2002  | Socorro              | LINEAR          |
| 176952 - | 2002 XP28              | 5 de desembre de 2002  | Socorro              | LINEAR          |
| 176953 - | 2002 XG33              | 6 de desembre de 2002  | Palomar              | NEAT            |
| 176954 - | 2002 XK34              | 5 de desembre de 2002  | Socorro              | LINEAR          |
| 176955 - | 2002 XR34              | 6 de desembre de 2002  | Socorro              | LINEAR          |
| 176956 - | 2002 XZ34              | 6 de desembre de 2002  | Socorro              | LINEAR          |
| 176957 - | 2002 XL38              | 6 de desembre de 2002  | Socorro              | LINEAR          |
| 176958 - | 2002 XY41              | 6 de desembre de 2002  | Socorro              | LINEAR          |
| 176959 - | 2002 XE44              | 6 de desembre de 2002  | Socorro              | LINEAR          |
| 176960 - | 2002 XA45              | 8 de desembre de 2002  | Palomar              | NEAT            |
| 176961 - | 2002 XZ47              | 10 de desembre de 2002 | Socorro              | LINEAR          |
| 176962 - | 2002 XY48              | 10 de desembre de 2002 | Socorro              | LINEAR          |
| 176963 - | 2002 XG53              | 10 de desembre de 2002 | Socorro              | LINEAR          |
| 176964 - | 2002 XS53              | 10 de desembre de 2002 | Palomar              | NEAT            |
| 176965 - | 2002 XN54              | 10 de desembre de 2002 | Palomar              | NEAT            |
| 176966 - | 2002 XA55              | 10 de desembre de 2002 | Palomar              | NEAT            |
| 176967 - | 2002 XB56              | 8 de desembre de 2002  | Haleakala            | NEAT            |
| 176968 - | 2002 XO56              | 10 de desembre de 2002 | Socorro              | LINEAR          |
| 176969 - | 2002 XS56              | 10 de desembre de 2002 | Socorro              | LINEAR          |
| 176970 - | 2002 XK57              | 10 de desembre de 2002 | Palomar              | NEAT            |
| 176971 - | 2002 XW61              | 11 de desembre de 2002 | Socorro              | LINEAR          |
| 176972 - | 2002 XC62              | 11 de desembre de 2002 | Socorro              | LINEAR          |
| 176973 - | 2002 XH63              | 11 de desembre de 2002 | Socorro              | LINEAR          |
| 176974 - | 2002 XY63              | 11 de desembre de 2002 | Socorro              | LINEAR          |
| 176975 - | 2002 XD70              | 10 de desembre de 2002 | Palomar              | NEAT            |
| 176976 - | 2002 XX71              | 11 de desembre de 2002 | Socorro              | LINEAR          |
| 176977 - | 2002 XH88              | 12 de desembre de 2002 | Palomar              | NEAT            |
| 176978 - | 2002 XK89              | 15 de desembre de 2002 | Haleakala            | NEAT            |
| 176979 - | 2002 XR101             | 5 de desembre de 2002  | Socorro              | LINEAR          |
| 176980 - | 2002 XE102             | 5 de desembre de 2002  | Socorro              | LINEAR          |
| 176981 - | 2002 XJ116             | 11 de desembre de 2002 | Apache Point         | SDSS            |
| 176982 - | 2002 YK4               | 29 de desembre de 2002 | Socorro              | LINEAR          |
| 176983 - | 2002 YS10              | 31 de desembre de 2002 | Socorro              | LINEAR          |
| 176984 - | 2002 YC19              | 31 de desembre de 2002 | Socorro              | LINEAR          |
| 176985 - | 2002 YV19              | 31 de desembre de 2002 | Socorro              | LINEAR          |
| 176986 - | 2002 YP23              | 31 de desembre de 2002 | Socorro              | LINEAR          |
| 176987 - | 2002 YQ27              | 31 de desembre de 2002 | Socorro              | LINEAR          |
| 176988 - | 2002 YR29              | 31 de desembre de 2002 | Socorro              | LINEAR          |
| 176989 - | 2003 AY4               | 1 de gener de 2003     | Needville            | Needville       |
| 176990 - | 2003 AD9               | 4 de gener de 2003     | Socorro              | LINEAR          |
| 176991 - | 2003 AY9               | 1 de gener de 2003     | Socorro              | LINEAR          |
| 176992 - | 2003 AC13              | 1 de gener de 2003     | Socorro              | LINEAR          |
| 176993 - | 2003 AE13              | 1 de gener de 2003     | Socorro              | LINEAR          |
| 176994 - | 2003 AK15              | 4 de gener de 2003     | Socorro              | LINEAR          |
| 176995 - | 2003 AZ15              | 4 de gener de 2003     | Socorro              | LINEAR          |
| 176996 - | 2003 AW16              | 5 de gener de 2003     | Tebbutt              | F. B. Zoltowski |
| 176997 - | 2003 AK30              | 4 de gener de 2003     | Socorro              | LINEAR          |
| 176998 - | 2003 AW30              | 4 de gener de 2003     | Socorro              | LINEAR          |
| 176999 - | 2003 AG36              | 7 de gener de 2003     | Socorro              | LINEAR          |
| 177000 - | 2003 AW39              | 7 de gener de 2003     | Socorro              | LINEAR          |